# بخش بدفورد (شهرستان کوشوکتون، اوهایو)
بخش بدفورد (به انگلیسی: Bedford Township) یک منطقهٔ مسکونی در ایالات متحده آمریکا است که در شهرستان کوشاکتن، اوهایو واقع شده‌است.
 بخش بدفورد ۶۹٫۲ کیلومتر مربع مساحت و ۵۶۴ نفر جمعیت دارد و ۲۸۵ متر بالاتر از سطح دریا واقع شده‌است.